# Västremmarn
Västremmarn är en sjö i Örnsköldsviks kommun i Ångermanland och ingår i Gideälvens huvudavrinningsområde. Sjön har en area på 0,334 kvadratkilometer och ligger 232,2 meter över havet.

## Delavrinningsområde
Västremmarn ingår i det delavrinningsområde (708915-161931) som SMHI kallar för Mynnar i Remmarån. Medelhöjden är 323 meter över havet och ytan är 11,2 kvadratkilometer. Det finns ett avrinningsområde uppströms, och räknas det in blir den ackumulerade arean 22,69 kvadratkilometer. Vattendraget som avvattnar avrinningsområdet har biflödesordning 4, vilket innebär att vattnet flödar genom totalt 4 vattendrag innan det når havet efter 99 kilometer. Avrinningsområdet består mestadels av skog (86 procent). Avrinningsområdet har 0,41 kvadratkilometer vattenytor vilket ger det en sjöprocent på 3,7 procent.